# Косолапов, Владимир Михайлович
Влади́мир Миха́йлович Косола́пов (род. 3 июня 1957, Киров) — российский учёный, специалист в области кормопроизводства. Академик РАН (2016, членкор РАСХН с 2010), доктор сельскохозяйственных наук (2005), профессор (2009). С 2006 года директор ВНИИ кормов им. В. Р. Вильямса. Лауреат премии Правительства Российской Федерации 2021 года в области науки и техники

## Биография
Окончил Кировский СХИ (1980). Также окончил Кировский институт повышения квалификации кадров АПК (1998) по специальности менеджмент.
После окончания сельхозинститута по распределению попал на Кировскую лугоболотную опытную станцию Всесоюзного научно-исследовательского института кормов, где прошёл путь от бригадира до директора станции.
В 1988—1991 гг. аспирант, в 1991—1993 гг. старший научный сотрудник ВНИИ кормов им. В. Р. Вильямса.
В 1993—1994 гг. заведующий лабораторией, в 1995—2006 гг. директор Кировской лугоболотной опытной станции.
В 1994—1995 годах старший преподаватель в альма-матер.
Являлся учёным секретарём Северо-Восточного научно-методического центра Российской академии сельскохозяйственных наук.
С 2006 г. директор ФГБНУ «Всероссийский научно-исследовательский институт кормов им. В. Р. Вильямса», в настоящее время ФНЦ "ВИК им. В. Р. Вильямса".
Являлся депутатом Законодательного собрания Кировской области 3-4 созывов.
Действительный член Российской экологической академии, член-корреспондент Российской академии естествознания.
Главный редактор журналов «Кормопроизводство».
Опубликовал около 800 научных трудов, из них более 50 книг и брошюр, в том числе 9 монографий.

## Награды
- Почётная грамота Президента Российской Федерации (5 февраля 2024 года) — за заслуги в развитии отечественной науки, многолетнюю плодотворную деятельность и в связи с 300-летием со дня основания Российской академии наук[3].